# Войтенко, Виктор Петрович
Виктор Петрович Войте́нко (род. 24 апреля 1951, Вознесенск (ныне Николаевской области, Украинской ССР) — российский  военный и политический деятель депутат Государственной думы трёх созывов (1999—2011 годах). Кандидат социологических наук.

## Биография
Родился 24 апреля 1951 года в Вознесенске (ныне Николаевской области Украинской ССР).
Окончил Московское высшее пограничное командное училище КГБ при Совете Министров СССР в 1973 году, Военную академию имени М. В. Фрунзе в 1980 году, Военную академию Генерального Штаба Вооруженных Сил РФ в 1993 году, генерал-полковник.
Служил в Пограничных войсках на различных должностях, был начальником нескольких погранотрядов. С 1995 по 1998 год — командующий Забайкальским пограничным округом.  В 1998 году уволен из органов Федеральной пограничной службы России в связи с возбуждением уголовного дела, которое впоследствии было прекращено по не реабилитирующим основаниям.
Работал генеральным представителем внешнеэкономического общества «Союзплодоимпорт» по Сибири, Дальнему Востоку, Китаю и странам Юго-Восточной Азии. Был помощником губернатора Читинской области (1998—1999). С июня 1999 года — советник, с октября по декабрь 1999 года — заместитель Министра путей сообщения РФ, курировал связи с регионами.
В декабре 1999 года был избран депутатом Государственной Думы РФ третьего созыва по Читинскому одномандатному избирательному округу 188, входил в состав группы «Народный депутат», был заместителем председателя Комитета по проблемам Севера и Дальнего Востока. Был председателем Читинского регионального отделения Народной партии Российской Федерации
В 2000 году баллотировался кандидатом на пост губернатора Читинской области, на выборах 29 октября занял второе место, набрав 16,2 % голосов избирателей, участвовавших в голосовании и уступил победу прежнему губернатору Равилю Гениатулину (57 % голосов).
7 декабря 2003 года был избран в Государственную Думу РФ четвёртого созыва от Читинского избирательного округа 188, был членом фракции «Единая Россия», заместителем председателя Комитета по безопасности, членом Комиссии по рассмотрению расходов федерального бюджета, направленных на обеспечение обороны и государственной безопасности РФ, членом Комиссии по техническому регулированию.
2 декабря 2007 года избран депутатом Государственной Думы РФ пятого созыва в составе федерального списка кандидатов, выдвинутого «Единой Россией», является членом Комитета по транспорту.
Избирался заместителем председателя ЦК Народной партии РФ по Сибирскому федеральному округу.

## Семья
Женат, имеет шестерых детей.

## Награды
- Орден Красной Звезды (1988)[3];
- Медаль ордена «За заслуги перед Отечеством»  II степени (27 декабря 2004 года) — за активное участие в законотворческой деятельности и многолетнюю плодотворную работу[4][5];
- Медаль «За отличие в охране государственной границы СССР»;
- Медаль «За отличную службу по охране общественного порядка»;
- Юбилейная медаль «60 лет Вооружённых Сил СССР»;
- Юбилейная медаль «70 лет Вооружённых Сил СССР»;
- Медали «За безупречную службу» I, II и III степени;
- Орден «Содружество» (17 ноября 2005 года) — активное участие в деятельности Межпарламентской Ассамблеи и её органов, вклад в укрепление дружбы между народами государств — участников Содружества[6];
- Орден «Слава нации» (2006);
- Почётный знак «За заслуги в развитии парламентаризма»;
- Почетная грамота Государственной Думы РФ;
- Медаль «100 лет со дня учреждения Государственной Думы в России»;
- Юбилейная медаль «МПА СНГ. 25 лет» (13 октября 2017 года) — за заслуги в деле развития и укрепления парламентаризма, за вклад в развитие и совершенствование правовых основ функционирования Содружества Независимых Государств, укрепление международных связей и межпарламентского сотрудничества[7].